# Anne Mie Draye
Anne Mie Draye  (Leuven, 8 juli 1955) is een Vlaams jurist, hoogleraar aan de Universiteit Hasselt en voorzitter van de Koninklijke Commissie voor Monumenten en Landschappen van het Vlaams Gewest.

## Levensloop
Ze studeerde aan de Katholieke Universiteit Leuven af als licentiaat rechten in 1978 en promoveerde tot doctor in de rechten in 1993. Van 1979 tot 1987 was ze als jurist werkzaam bij de Koning Boudewijnstichting, van 1987 tot 1993 was ze assistent aan de Faculteit Rechtsgeleerdheid van de K.U.Leuven en werkte ze aan haar doctoraat. Na de promotie werd ze er doctorsassistent en docent. In 1994 vervolgde ze haar academische carrière aan de Universiteit Hasselt waar ze sinds 2007 gewoon hoogleraar bestuursrecht en milieurecht, en sinds 2009 opleidingsdirecteur van de Faculteit Rechten werd. Als gastdocent blijft ze actief aan het Instituut voor Administratief Recht van haar alma mater in Leuven waar ze European and comparative law in the field of conservation doceert aan het Raymond Lemaire International Centre for Conservation. Naast Leuven is ze ook gastdocent aan de Academia Istropolitana Nova in Bratislava. Ze is tevens vicepresident van en vertegenwoordiger van België in het International Committee on Legal and Financial Issues (Icomos).
Als lid van de Koninklijke Commissie voor Monumenten en Landschappen werd ze in 2010 benoemd tot voorzitter van de Vlaamse commissie, in opvolging van Andries Van den Abeele. Draye is auteur van diverse publicaties omtrent onroerend erfgoed, natuurbehoud en stedenbouw en bestuurder van de Vereniging voor het Behoud van het Onroerend Cultureel Erfgoed. Sinds 2009 is ze tevens plaatsvervangend bestuursrechter bij het Milieuhandhavingscollege.